# دورنیه دو کی
دورنیه دو کی (به انگلیسی: Dornier_Do_K) یک هواگرد از نوع هواپیمای مسافربری ساخت شرکت دورنیه فلوکتسایک‌ورک در آلمان است. هواگرد دورنیه دو کی نخستین پروازش را در ۷ مه ۱۹۲۹ میلادی انجام داد. در مجموع، تعداد ۳ فروند از این هواگرد ساخته شده‌است.
طراح این هواگرد، کلاود دورنیر مهندس آلمانی بود.